# Krašan
Beseda KRAŠAN izhaja iz korena KRAŠ-, ki ima popolnoma enak pomen kot koren KRAS- (npr. Krasimir, Krašimir). Osnovi sta zelo frekventni v Južnoslovanskem (srbskem, hrvaškem) onomastikonu, nahajata pa se tudi v drugih slovanskih jezikih. Semantika je vezana na pridevnik KRASAN, kar pomeni LEP. Hrvaški avtor Toma Maretić v temu duhu ime KRASIMIR prevaja kot "pulchram pacem habens". Osebno ime KRASIMIR, je na Hrvaškem potrjeno že v XII. stoletju, v Srbiji pa stoletje kasneje. Osebno ime KRAŠAN je potrjeno v Supetarskem kartularju iz 1080. leta.   
Mihajlović sicer navaja, da naj bi se beseda KRAŠAN uporabljala tudi kot priimek, ki se je še leta 1948 pojavljal v okolici Ivanca, Varaždina in Virovitice na Hrvaškem. Po pregledu dela Leksik prezimena Socijalističke republike Hrvatske, ki za svojo osnovo uporablja popis prebivalstva na ozemlju SR Hrvaške iz leta 1948, opazimo, da tega priimka takrat tam ni bilo. Prav tako se v omenjenem delu ne pojavi tudi drugje.  
Besedo KRAŠAN v Slovenščini poznamo samo kot priimek. Ta je domnevno nastal iz pokrajinskega imena Kras kot oznaka za prišleka s Krasa. Morda bi z njim lahko povezali zapis v vipavskem urbarju iz leta 1499: Benedic Kraschanin (nekje na Vipavskem, gl. M. Kos, Urbarji Slovenskega Primorja, 2. Del, Ljubljana 1954); [ts]. Znani nosilec tega priimka je Avstroogrski botanik Franc Krašan; [krma]. 